# Black Capricorn Day
«Black Capricorn Day» es el quinto y último sencillo desprendido de Synkronized, el cuarto álbum de estudio de la banda británica de funk y acid jazz Jamiroquai. El sencillo fue lanzado en febrero de 2000 únicamente en Japón, convirtiéndose en el segundo sencillo del grupo que se lanzó exclusivamente en ese país. Éste alcanzó el número 14 en el Japan Hot 100 e incluyó remezclas de éxitos anteriores como "Canned Heat" y "Supersonic", pero no remixes de "Black Capricorn Day". Aunque el video para la canción fue incluido en la versión británica del DVD High Times: Singles 1992-2006, el sencillo no se lanzó oficialmente en el Reino Unido.

## Significado de la Canción
La letra de la canción es escrita por Jay Kay, y habla principalmente del momento de su niñez tardía cuando discutió con su madre y le echaron de la casa. La canción también habla del incidente cuando casi muere apuñalado ("It stings like needles, but with a jagged curve..."; trad: Pica como si fueran agujas, pero con una curva filosa), y cuenta que fue acusado de hacer un crimen que él nunca cometió ("I see people, and they're cravin' blood..."; trad: Veo gente, y tienen sed de sangre ). 
El vídeo de este sencillo describe como Jay ha estado sobreviviendo en las calles. Muy probablemente fue la existencia del vídeo mismo lo que provocó que Jay Kay cancelara la publicación de este sencillo a nivel mundial, pues él consideraba que el vídeo es una fuente de mala publicidad al, naturalmente, promover el crimen.

## Lista de canciones
Edicíón para Japón (Relanzado)
- Black Capricorn Day - Radio Edit (3.54)
- Canned Heat - MAW Remix (8.26)
- Supersonic - Restless Soul Main Vocal (7.35)
- Supersonic - Sharp Razor Remix (7.05)

Edición #1 para Japón
- Black Capricon Day (5:43)

Edición #2 para Japón
- Black Capricorn Day - Radio Edit (3.52)
- Canned Heat - MAW Remix (8.26)
- Supersonic - Restless Soul Main Vocal (7.35)
- Supersonic - Sharp Razor Remix (7.05)

Edición para Estados Unidos
- Black Capricorn Day(5:42)

Edición para Suiza
- Black Capricorn Day(5:42)

## Videoclip
El vídeo de la canción está condicionado por la película After Hours de Martin Scorsese, publicada en 1985. Jay Kay, el personaje principal de la historia, aparece en un letrero con las palabras "BURGLAR STOP HIM" ("Ladrón deténgalo"). Por ello, es perseguido por las calles de la ciudad escocesa de Glasgow por los policías y, finalmente, termina robando, primero, un ciclomotor y luego un BMW 320 para conseguir escapar de ellos. Así, subido en el coche, recoge al baterista de Jamiroquai, Derrick Mackenzie, debajo de un puente. Ambos son localizados por un helicóptero de la policía y huyen hacia un almacén, cuando también comienzan a ser perseguidos por la mafia. Jay, siguiendo a Derrick, sube rápidamente las escaleras del almacén hasta llegar al último piso. Derrick, al llegar, se lanza al espacio que existe entre los edificios. Con la mafia detrás de él, Jay evalúa el salto y el último disparo es de él saltando por la brecha.

## Trivia
Hay dos versiones del video una es la versión para la canción y otra es la versión corta, donde esta unos segundos más cortos de lo normal. La versión concisa del vídeo ha sido solo difundida en Japón. A los 0:32 segundos del video cortado se puede ver la carátula del disco Travelling without Moving que se está pintando en un panel de madera.